# آئوریگو
آئوریگو (به ایتالیایی: Aurigo) یک کومونه در ایتالیا است که در استان ایمپریا واقع شده‌است.

## خصوصیات
آئوریگو ۹٫۵ کیلومترمربع مساحت و ۳۶۴ نفر جمعیت دارد.